# Marino Golinelli
Marino Golinelli (San Felice sul Panaro, 11 ottobre 1920 – Bologna, 19 febbraio 2022) è stato un imprenditore, filantropo e collezionista d'arte italiano, fondatore dell'azienda Alfa Farmaceutici, poi Alfa Wassermann, poi Alfasigma.

## Biografia
Figlio di agricoltori e ultimo di cinque figli, può essere definito un self-made man. In un'intervista afferma "I miei genitori erano agricoltori che hanno lavorato sodo per fare studiare noi quattro fratelli. Io poi mi ritengo molto fortunato perché sin dalla terza liceo sapevo già quale attività avrei voluto fare. Mi è sempre piaciuto lavorare nel mondo del farmaco ed è quello che ho fatto".
A ventitré anni si laureò in farmacia all'Università di Bologna. Il 24 gennaio 1948 costituì la sua prima azienda, rilevando il piccolo laboratorio Biochimici AL.F.A (Alimenti-Fattori-Accessori). Con un solo dipendente e in tre localini ubicati in via Galliera, iniziò a produrre uno sciroppo con fosforo, calcio e altro. Collaborò col professor Gaetano Salvioli per il quale produsse per decenni il Vaccino Diffondente Salvioli, il vaccino antitubercolare italiano. Successivamente la sua società cambiò diversi nomi: ALFA-già Biochimici, nel 1956 si chiamò ICF, poi Alfa Farmaceutici,  sempre con produzioni qualificate. Produsse importanti farmaci quali il Vessel, creato nel 1978 contro le trombosi e, nei primi mesi del 1973 il Normix, antibiotico a bassa bio disponibilità usato contro l'overgrowth batterica intestinale.
Nei primi del 1955 iniziò la realizzazione di un nuovo e più moderno stabilimento. Nei primi del 1968 avviò un primo progetto di ricerca sul sangue. Nel 1969 sviluppò nuovi impianti produttivi e di ricerca. Nel 1974 costruì uno stabilimento per la produzione delle materie prime per l'industria farmaceutico medicale. Negli anni ottanta, con in azienda anche i due figli, Stefano (ingegnere elettronico) e Andrea (ingegnere meccanico), l'attività si allargò all'estero e acquisì marchi quali Schiapparelli e Wassermann, mutando la denominazione dell'azienda in Alfa Wassermann.
Il marchio delle attività divenne infine Alfasigma nel 2015 con l'acquisizione della Sigma-Tau ed è presente in diciotto paesi, con circa 2.800 dipendenti, di cui circa 1.800 in Italia e sedi operative in Italia a Bologna, Milano, Pomezia, Alanno e Sermoneta.
Parallelamente all'attività imprenditoriale, coltivò l'arte contemporanea come estimatore e collezionista.
Disse di lui Beppe Boni («Il Resto del Carlino»): "Aveva girato la boa del secolo, ma a parlare con lui gli davi 30 anni o giù di lì per l’energia che sapeva sprigionare, per la voglia di costruire qualcosa, per la capacità di guardare nel futuro come se avesse sempre davanti agli occhi la sfera di cristallo di un mago, per come sapeva comprendere le idee e le aspettative dei giovani".

## Attività filantropica
Dopo aver ospitato alcuni premi Nobel per le "Letture Schiapparelli" nei primi anni ottanta e nei primi di gennaio 1988 creò a Bologna la Fondazione Golinelli che si occupa di educazione, formazione e cultura con l'intento di aiutare la crescita professionale, la ricerca creativa e la capacità imprenditoriale dei giovani. Come sede della fondazione e delle sue attività, nel 3 ottobre 2015 inaugurò a Bologna l'Opificio Golinelli, una cittadella di 9.000 m² creata per fornire ai giovani dai 18 mesi ai 35 anni strumenti per la conoscenza e la cultura con un suo investimento filantropico di decine di milioni di euro. Nell'ottobre 2017 quello spazio si è arricchito, con un investimento di 3 milioni di euro, di una nuova struttura, il Centro Arti e Scienze: un parallelepipedo luminoso di 700 metri quadrati, progettato da Mario Cucinella.
Fu membro dei “200 del FAI”.
Fu socio e membro del consiglio di amministrazione di ARPAI - Associazione del restauro del patrimonio artistico italiano.
Fece parte dell'advisory board della Peggy Guggenheim Collection di Venezia.

## Onorificenze e riconoscimenti
- 2001 - laurea honoris causa in Conservazione dei beni culturali presso l'Università di Bologna.
- 2010 - premio Nettuno d'oro.
- 2012 - premio "Città di Sasso Marconi".
- 2018 - laurea honoris causa in Biotecnologie Mediche presso l'Università degli Studi di Modena e Reggio Emilia[10]